# Saxlingham
Saxlingham är en by i civil parish Field Dalling, i distriktet North Norfolk, i grevskapet Norfolk i England. Byn är belägen 6 km från Holt. Saxlingham var en civil parish fram till 1935 när blev den en del av Field Dalling. Civil parish hade 122 invånare år 1931. Byn nämndes i Domedagsboken (Domesday Book) år 1086, och kallades då Saxeling(ha)ham/Sexelingaham.